# Ethnopsychoanalyse
Ethnopsychoanalyse ist eine Wissenschaft, die Psychoanalyse und Ethnologie berücksichtigt und ergänzt. Durch die Auseinandersetzung der Ethnopsychoanalyse mit zwei komplementären Disziplinen kann sie sich in der praktischen Ausübung beider verbessern und tiefere Einblicke in psychologisch bedeutende Erscheinungen gewinnen.

## Ursprünge
Ethnopsychoanalyse geht zurück auf Sigmund Freuds Totem und Tabu. Paul Parin, dessen Frau Goldy Parin-Matthèy und Fritz Morgenthaler entwickelten sie weiter auf Basis psychoanalytischer Studien in Afrika bei den Stämmen der Dogon und der Agni. Georges Devereux empfahl in seinem Werk Angst und Methode in den Verhaltenswissenschaften (Original 1967) eine komplementaristische Herangehensweise an verhaltenswissenschaftliche Themen. Mario Erdheim hat die gesellschaftliche Bedingtheit der Produktion von Unbewusstheit zum Thema gemacht und die Rolle des Unbewussten in der Kultur erforscht. Johannes Reichmayr hat zwischen 1995 bzw. 2003 zwei Überblickswerke zur Ethnopsychoanalyse publiziert. Im deutschsprachigen Raum wurde die Ethnopsychoanalyse vor allem von Florence Weiss, einer Schülerin von Fritz Morgenthaler, und Maya Nadig, einer Schülerin von Paul Parin, weitergeführt. Maya Nadig entwickelte die ethnopsychoanalytische Deutungswerkstatt als Methode zur Auswertung in der Feldforschung gewonnener Daten.

## Methode allgemein

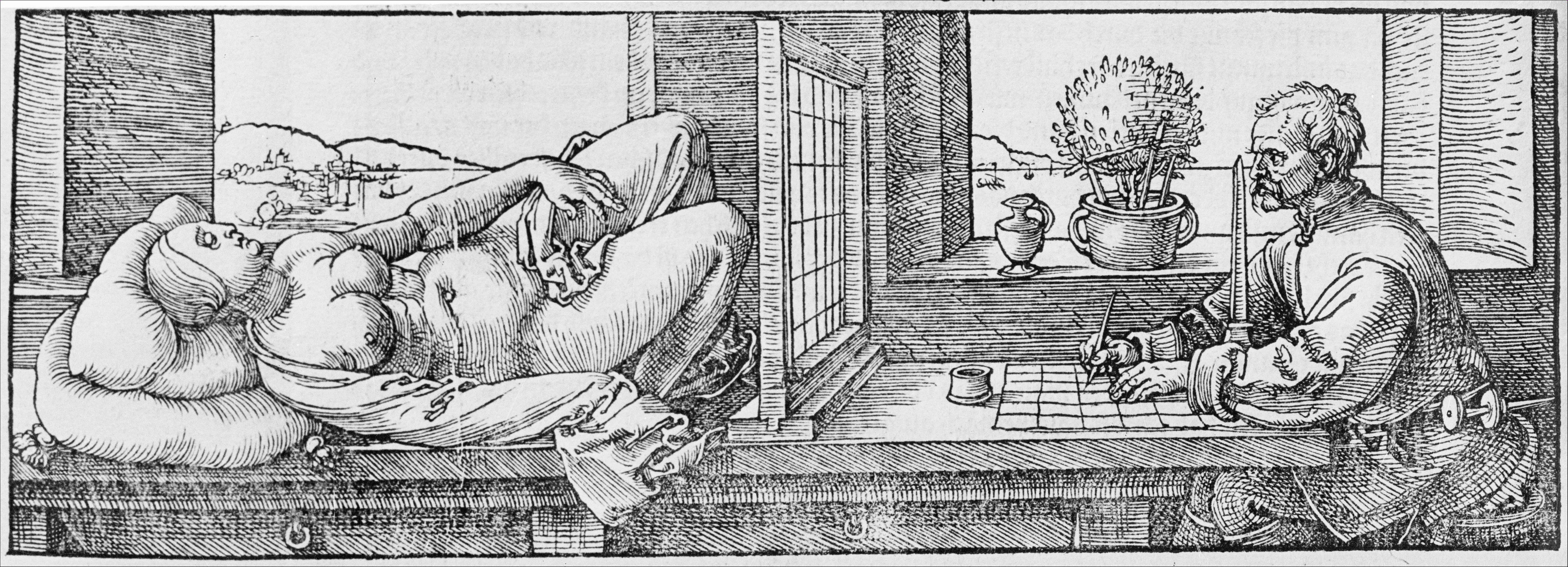
Verobjektivierende Darstellung in der Kunst: Der Zeichner des liegenden Weibes (Holzschnitt von Albrecht Dürer, um 1525) – mit dieser technischen Methode wird die Frage nach der Ambivalenz der Gefühle und der Gegensätzlichkeit von Einfühlung versus Objektivität gestellt

Die wichtigste Datenquelle des Materials aus der Feldforschung ist das eigene Erleben des Forschers, der den Forschungsprozess in teilnehmender Beobachtung betreibt. Das Erleben des Forschers wird in Form von Tagebucheinträgen und Aufzeichnungen von Gesprächen mit der psychoanalytischen Technik aufgearbeitet (Selbstanalyse, Tiefenpsychologie, Hermeneutik aufgrund der Analyse von Übertragung und Gegenübertragung). Erst in einem zweiten Schritt wird dies mit den kulturellen und ökonomischen Lebensbedingungen der erforschten Personen in Bezug gebracht. Dadurch sollen vorurteilsfreie Rückschlüsse auf das subjektive Erleben der zu erforschenden Personen ermöglicht werden. Solche Rückschlüsse werden durch gegebenenfalls bestehende Allmachtsphantasien aufgrund von kulturell oder gruppendynamisch bestimmten unbewussten Voraussetzungen des Forschers eher beeinträchtigt (Ethnozentrismus). Aufgrund dieses Verständnisses kultureller und sozialer Gegebenheiten können bestehende und gegebenenfalls neue Sinngebungen erörtert und hiervon ausgehend eventuell Einfluss auf die Individuen selbst ausgeübt und Schranken überwunden werden. Dennoch erscheint das Einfühlungsvermögen (Empathie) einen ganz unmittelbaren und rein persönlichen Handlungsimpuls zu befördern. Das Verhalten eines Menschen wird als Summe aus der bisherigen Lebenspraxis und des Erwartungshorizonts seines Zuhörers gewertet. Dieser Erwartungshorizont sollte nicht nur durch das Gewinnen objektiver Daten bestimmt sein (vergleiche die Abbildung von Dürer), sondern insbesondere der Empathie einen breiten Spielraum gewähren.

## Pendelbewegung zwischen den Kulturen
Ein wesentliches Instrument der Erkenntnis für die Ethnopsychoanalyse bildet die von Mario Erdheim so genannte „Pendelbewegung zwischen den Kulturen“. Diese besteht darin, dass Erkenntnisse, die mit Mitteln der Psychoanalyse über eine fremde Kultur gewonnen werden, zurückwirken auf die eigene Kultur und erst dadurch ihren eigentlichen Wert bekommen. So treten die Besonderheiten einer fremden Kultur erst in einer Bezugnahme auf die eigene Kultur hervor. Umgekehrt werden bestimmte Elemente der eigenen Kultur erst verständlich durch deren Verknüpfung mit einer fremden Kultur. „Was es heißt, Schweizer zu sein, wird einem erst klar, wenn man das Fremde verstehen möchte und auf die eigenen Schranken stößt.“
Die Pendelbewegung kann sich auf unterschiedlichen Ebenen vollziehen und sich z. B. neben bestimmten Elementen der Kultur auch auf die Subjektivität des Forschers auswirken oder auf methodische Erkenntnisse, die in der Erforschung der fremden Kultur entwickelt und auch auf die eigene Kultur angewendet werden. Paul Parin, Fritz Morgenthaler und Goldy Parin-Matthèy haben dies bereits bei ihrer ersten großen Afrikastudie rückblickend festgestellt, die eine Pionierarbeit der Ethnopsychoanalyse darstellt:
„Die Methode, mit Hilfe der Psychoanalyse kulturtypische Konflikte zu erkennen, wie wir es bei den Dogon versucht haben, hat sich in den komplexeren Verhältnissen industrialisierter Staaten mit einer kapitalistischen Wirtschaftsform da und dort bewährt. Psychologische Mechanismen in ihrer Verknüpfung mit der Sozialisation und mit gesellschaftlichen Konflikten, die wir bei den Dogon beschrieben haben, lassen sich analog auch bei uns aufdecken. So fahren wir fort, die soziale und politische Wildnis, in der wir leben, kritisch zu durchleuchten.
Als Psychoanalytiker sind wir wegen der lebendigen Erfahrung mit Afrikanern freier und mutiger geworden, besser im Stande, auf die sozialen Beziehungen unserer Analysanden in Europa einzugehen, und weniger geneigt, ein Verhalten, das von unserem eigenen abweicht, als krankhaft anzusehen. Das hat auch auf unsere theoretischen Anschauungen zurückgewirkt.“
In der neueren Ethnopsychoanalyse wird die Pendelbewegung zwischen den Kulturen mit bestimmten, als besonders wichtig erachteten Themen verknüpft. Dabei geht es zum einen um eine Untersuchung der Rolle des Unbewussten in der geschichtlichen Entwicklung. Zum anderen rückt die Lebensphase der Adoleszenz und ihre Bedeutung für kulturelle Veränderungen in den Mittelpunkt.

## Ethnopsychoanalytischer Prozess
Der ethnopsychoanalytische Prozess ist eine Methodik, mit der Vorgehensweisen und Erkenntnisse aus Psychoanalyse und Ethnologie systematisch miteinander verknüpft werden. Kennzeichnend dafür ist, dass zwei unterschiedlichen Dimensionen dabei berücksichtigt werden. Eine ist die lebensgeschichtliche Dimension, in der der Forscher seine eigene Subjektivität in den Erkenntnisprozess einbezieht. Hierbei wird die Wahrnehmung der fremden Kultur und des fremden Lebens in ihrer Rückwirkung auf den Forscher und dessen Unbewusstes berücksichtigt.
Die zweite Dimension des ethnopsychoanalytischen Prozesses ist die wissenschaftliche. Diese sammelt Erkenntnisse über die Lebensverhältnisse der untersuchten oder befragten Personen (z. B. soziale, ökonomische oder religiöse Verhältnisse) unter dem Gesichtspunkt der Relevanz für das Leben der untersuchten Personen. Zudem werden Theorien berücksichtigt, die die Strukturen der Lebensverhältnisse interpretieren (z. B. zur Ethnizität, zur sog. „Unterentwicklung“ oder zum Volksglauben).

## Parallelen in der Psychotherapie
Eine Parallele zu genanntem „Forschungsprozess in teilnehmender Beobachtung“ in der Psychotherapie stellt etwa die von Freud empfohlene „gleichschwebende Aufmerksamkeit“ dar.

## Aktualität im 21. Jahrhundert
Große Bedeutung bekommt die ethnopsychoanalytische Forschung derzeit durch viele Migrantenschicksale in psychotherapeutischen Behandlungen, die ohne Betrachtung und Erforschung des kulturellen Hintergrundes bisher nur schwer möglich waren. Dies trifft insbesondere zu für die militärischen Interventionen westlicher Großmächte in kulturell geprägten Interessenskonflikten. Umsetzungen dieses Diskurses finden sich bei David Becker und Evelyn Heinemann.
Evelyn Heinemann forschte in den mutterrechtlichen Kulturen Polynesiens und Mikronesiens sowie über Kultur und Geschlechterverhältnis in Jamaika. Ihre Arbeiten bieten Einblicke in das kulturelle Unbewusste anderer Kulturen, die die heutige Genderdiskussion erweitern und kritisch reflektieren können. Die Erziehung eines Jungen als Mädchen gehört in Polynesien zur kulturellen Regelung des Inzesttabus. Als Repräsentantinnen der Göttin Hikule'o, einer furchterregenden Frau mit einem Penis, weisen sie auf die Notwendigkeit der Trennung der Geschlechter hin.